# Pero Goterrez
Pero Goterrez (fl. XIII-XIV secolo) è stato un cavaliere e poeta portoghese, attivo dalla fine del XIII ai principi del XIV secolo.
È autore di due componimenti poetici: una cantiga de amor e una cantiga de escarnio. 